# Brucepattersonius griserufescens
Brucepattersonius griserufescens és una espècie de mamífer rosegador de la família dels cricètids. És endèmic del Brasil, on viu a altituds d'entre 1.300 i 2.700 msnm. Els seus hàbitats naturals són els boscos humits subtropicals i els boscos i matollars montans humits. Està amenaçat per la fragmentació i destrucció del seu medi. El seu nom específic, griserufescens, significa ‘gris rogenc’ en llatí.